# Robbie Jones
Robert Lee Jones III (* 25. září 1977, Oxnard, Kalifornie, Spojené státy americké) je americký herec. Nejvíce se proslavil rolí Quentina Fieldse v seriálu One Tree Hill.

## Životopis
Navštěvoval Kalifornskou univerzitu v Berkley. Mezi lety 1996 a 2000 hrál za mužský basketballový tým California Golden Bears.

## Kariéra
V roce 2008 se objevil v roli Quentina Fielse v seriálu One Tree Hill na stanici The CW . V roce 2009 si zahrál ve filmu Hurricane Season, po boku Foresta Whitakera. O rok později získal roli Lewise Flynna v seriálu Superkočky na stanici The CW .
V roce 2013 si zahrál ve filmu Tylera Perryho Temptation: Confessions of a Marriage.

## Filmografie

### Film
| Rok  | Název                                           | Role                   | Poznámky            |
| ---- | ----------------------------------------------- | ---------------------- | ------------------- |
| 2009 | Hurricane Season                                | Brian Randolph         |                     |
| 2012 | Tranzit                                         | Dallas                 |                     |
| 2013 | Temptation: Confessions of a Marriage Counselor | Harley                 |                     |
| 2017 | The Long Walk Home                              | Stephen                | krátkometrážní film |
| 2018 | Always & 4Ever                                  | Brian                  |                     |
| 2018 | American Dreamer                                | Mazz                   |                     |
| 2019 | Shaft                                           | seržant Keith Williams |                     |
| 2020 | Fantasy Island                                  | Allen Chambers         |                     |

### Televize
| Rok       | Název                          | Role                   | Poznámky                  |
| --------- | ------------------------------ | ---------------------- | ------------------------- |
| 2004      | Judge Mooney                   | Malik                  |                           |
| 2008      | One Tree Hill                  | Quentin Fields         | 17 dílů                   |
| 2009      | Pohotovost                     | Jermaine Bennett       | díl: „Strach z odloučení“ |
| 2009      | Limelight                      | Xavier Davis           | TV film                   |
| 2009      | Raising the Bar                | Jawara Obasi           | díl: „Bobbi Ba-Bing“      |
| 2010      | Policajti z L. A.              | Tyler Prescott         | díl: „The Runner“         |
| 2010      | Dark Blue                      | Terry "Teke" Kearn     | díl: „Liar's Poker“       |
| 2010-11   | Superkočky                     | Lewis Flynn            | hlavní role, 22 dílů      |
| 2011      | Seznam ex                      | Garvy                  | díl: „Trustafarian“       |
| 2011      | Hodně štěstí, Charlie          | doktor v nemocnici     |                           |
| 2013      | 90210: Nová generace           | Jordan                 | 6 dílů                    |
| 2013      | Necessary Roughness            | Joe "Toes" Kittridge   | 4 díly                    |
| 2013      | Rewind                         | Danny                  | TV film                   |
| 2013      | Hawaii 5-0                     | Josh Lowry             | díl: „Hana I Wa 'Ia“      |
| 2015–2016 | Bosch                          | strážník George Irving | 9 dílů                    |
| 2015      | The Curse of the Fuentes Women | Jean Baptiste          | TV film                   |
| 2017      | Controversy                    | Will Meeks             | TV film                   |
| 2019      | The Fix                        | detektiv Vincent North | 7 dílů                    |
| 2019      | Titans                         | Faddei                 | 3 díly                    |